# Combretum laxum
Combretum laxum är en tvåhjärtbladig växtart som beskrevs av Jacquin. Combretum laxum ingår i släktet Combretum och familjen Combretaceae.

## Underarter
Arten delas in i följande underarter:
- C. l. aurantiacum
- C. l. epiphyticum
- C. l. viridulum